# Атамановка (Башкортостан)
Атама́новка (баш. Атамановка) — село в Караидельском районе Республики Башкортостан Российской Федерации. Входит в состав Кирзинского сельсовета.

## География
Село находится на берегу Павловского водохранилища реки Уфа.

### Географическое положение
Расстояние до:
- районного центра (Караидель): 85 км,
- центра сельсовета (Кирзя): 15 км,
- ближайшей ж/д станции (Щучье Озеро): 136 км.

## История
Атамановский луг на берегу реки Уфа принадлежал атаману Ельдякской крепости, основанной в 1736 году. Первое упоминание деревни относится к 1870 году.

## Население
| 2002 | 2009 | 2010 |
| ---- | ---- | ---- |
| 141  | ↘117 | ↘104 |

### Национальный состав
Согласно переписи 2002 года, преобладающие национальности — русские (52 %), татары (34 %).